# Khí huy

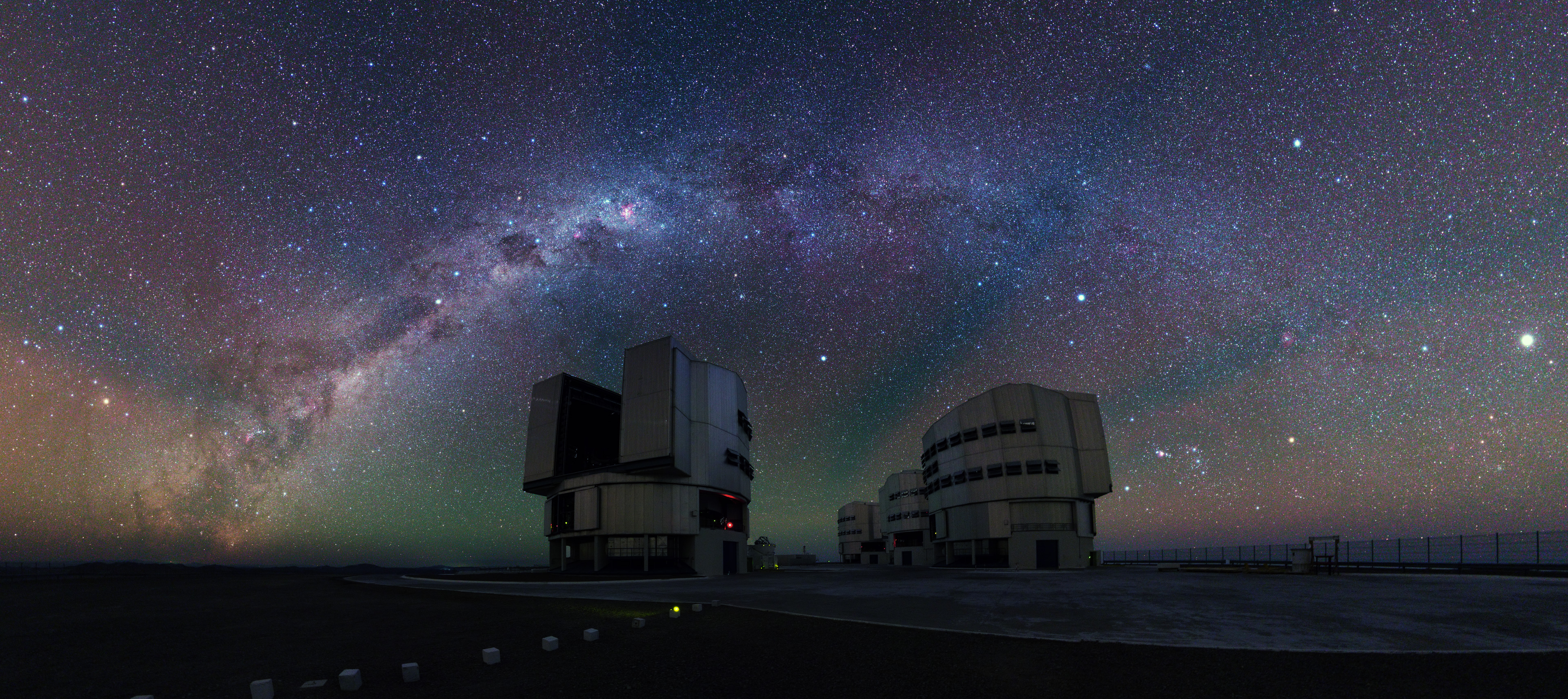
Khí huy bên trên tổ hợp kính VLT.

Khí huy (hay còn gọi là dạ huy) là sự phát xạ mờ nhạt của ánh sáng bởi khí quyển của hành tinh. Ở Trái Đất, hiện tượng quang học này khiến bầu trời đêm không tối hoàn toàn, thậm chí trong một số trường hợp, khí huy quá sáng khiến ánh sáng sao hay ánh sáng Mặt Trời vào lúc rạng đông hay hoàng hôn cũng bị mờ nhạt.

## Lịch sử

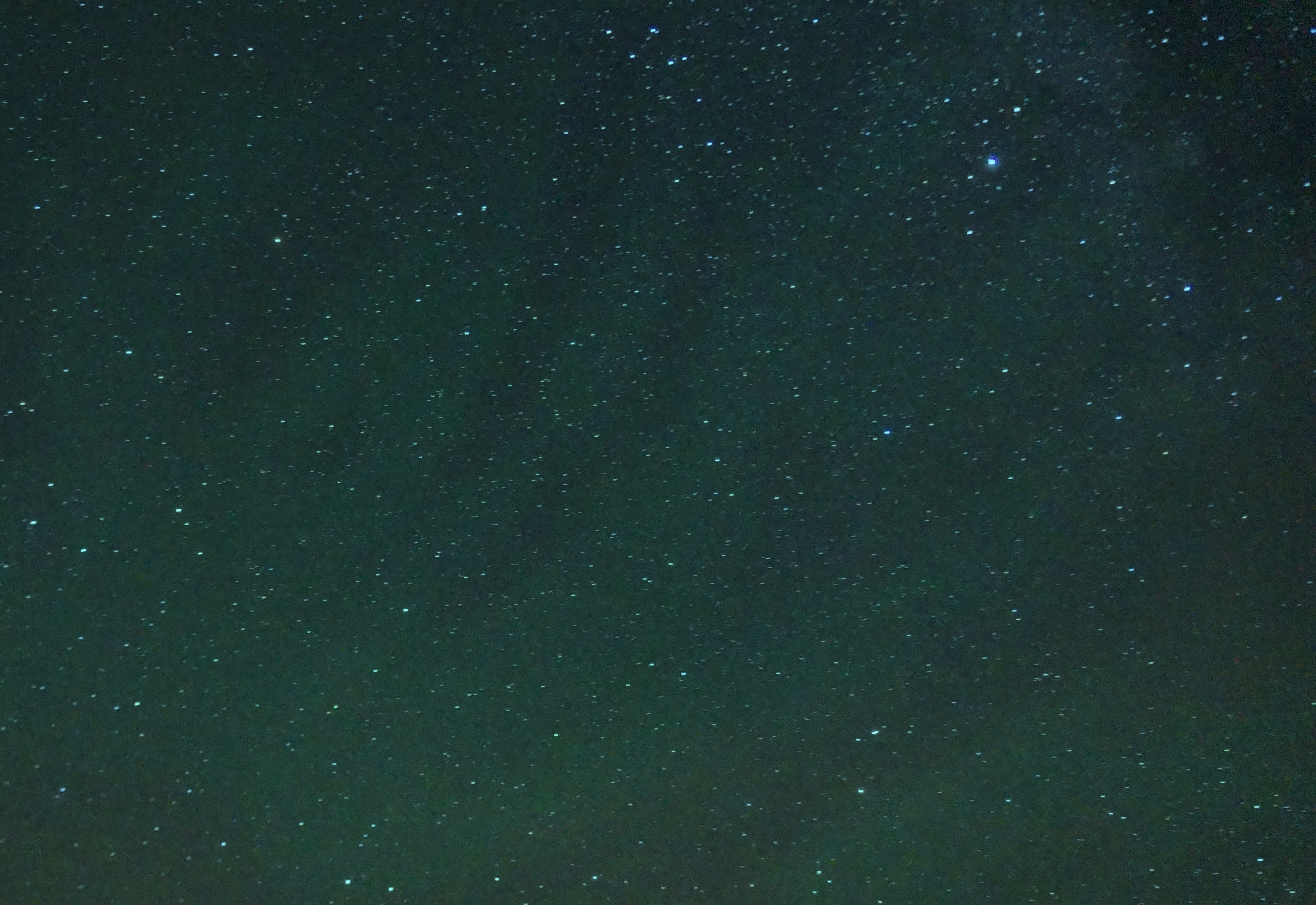
Khí huy ở Allier, Pháp, vào đêm 13 tháng 8 năm 2015.

Hiện tượng khí huy lần đầu được xác định vào năm 1868 bởi nhà vật lý Anders Ångström người Thụy Điển. Kể từ đó, nó được nghiên cứu chính thức trong phòng thí nghiệm và quan sát những phản ứng hóa học khác nhau về sự phát ra năng lượng điện từ của quá trình này. Các nhà khoa học đã xác định được một số phản ứng hóa học xuất hiện trong khí quyển Trái Đất gây nên hiện tượng này, và những nhà thiên văn cũng xác nhận những sự phát xạ ánh sáng của khí quyển.

## Mô tả hiện tượng

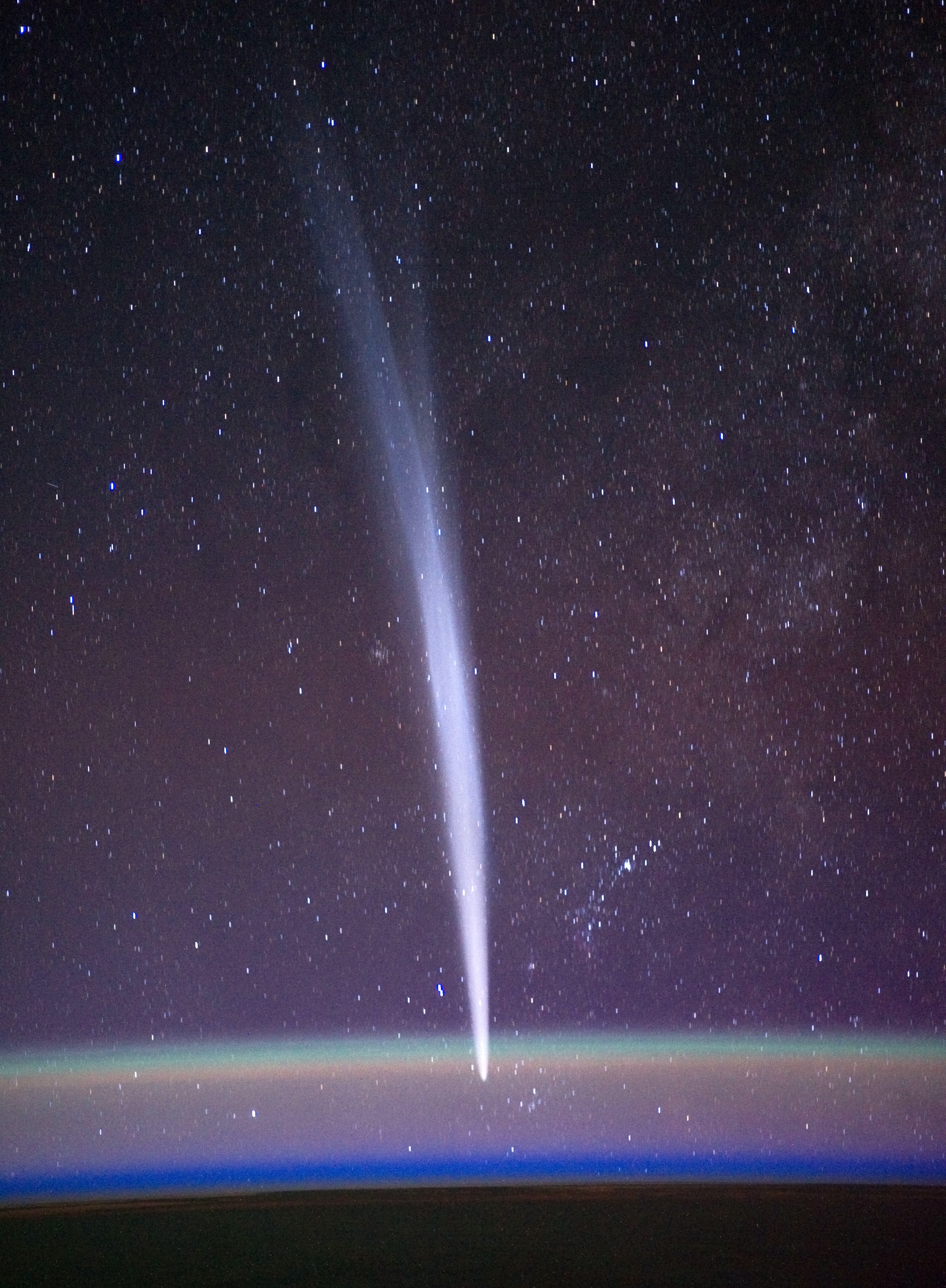
Sao chổi Lovejoy xuất hiện phía sau khí huy của Trái Đất vào ngày 22 tháng 12 năm 2011.

Khí huy được gây ra bởi nhiều phản ứng hóa học khác nhau ở thượng tầng khí quyển, chẳng hạn như sự tương tác của các phân tử bị photon hóa bởi ánh sáng Mặt Trời vào ban ngày, sự phát quang do tia vũ trụ tương tác với khí quyển, hay sự phát xạ ánh sáng trong phản ứng hóa học không tạo ra nhiệt lượng đáng kể từ oxy và nitơ phản ứng với các ion hydroxyl ở cao vài trăm km. Hiện tượng này cũng xảy ra vào ban ngày nhưng không được chú ý vì ánh sáng Mặt Trời làm lu mờ nó.
Những đài quan sát tốt nhất trên thế giới bị giới hạn trong việc quan sát chúng qua ánh sáng khả kiến. Những đài quan sát không gian như Kính Viễn vọng Không gian Hubble có thể quan sát được những vật thể rất mờ nhạt hơn rất nhiều so với các đài thiên văn mặt đất trong cùng phổ ánh sáng khả kiến.
Khí huy không quá sáng nhưng mắt người có thể quan sát được một cách mờ nhạt, thường có màu xanh lam nhạt. Mặc dù sự phát xạ ánh sáng của khí quyển là như nhau trên khắp bầu khí quyển, nhưng khí huy trở nên sáng nhất nếu nó xuất hiện thấp khoảng 10 độ so với chân trời. Lý do là bởi khí quyển càng nằm gần chân trời hơn sẽ dày hơn.

Một cơ chế khác tạo ra khí huy là khi một nguyên tử nitơ kết hợp với một nguyên tử oxy để tạo ra phân tử oxit nitric (NO). Trong phản ứng này, một photon được tạo ra. Photon này có bước sóng ánh sáng khác nhau tùy thuộc vào đặc tính của phân tử oxit nitric. Có rất nhiều nguyên tử tự do nằm khắp nơi trong thượng tầng khí quyển sẵn sàng tham gia phản ứng để tạo thành NO, vì các phân tử nitơ (N2) và oxy (O2) bị phân tách ra do Mặt Trời. Một phân tử khác cũng được tạo thành trong khí quyển và gây nên khí huy là hydroxyl (OH), oxy nguyên tử (O), natri (Na) và lithium (Li).

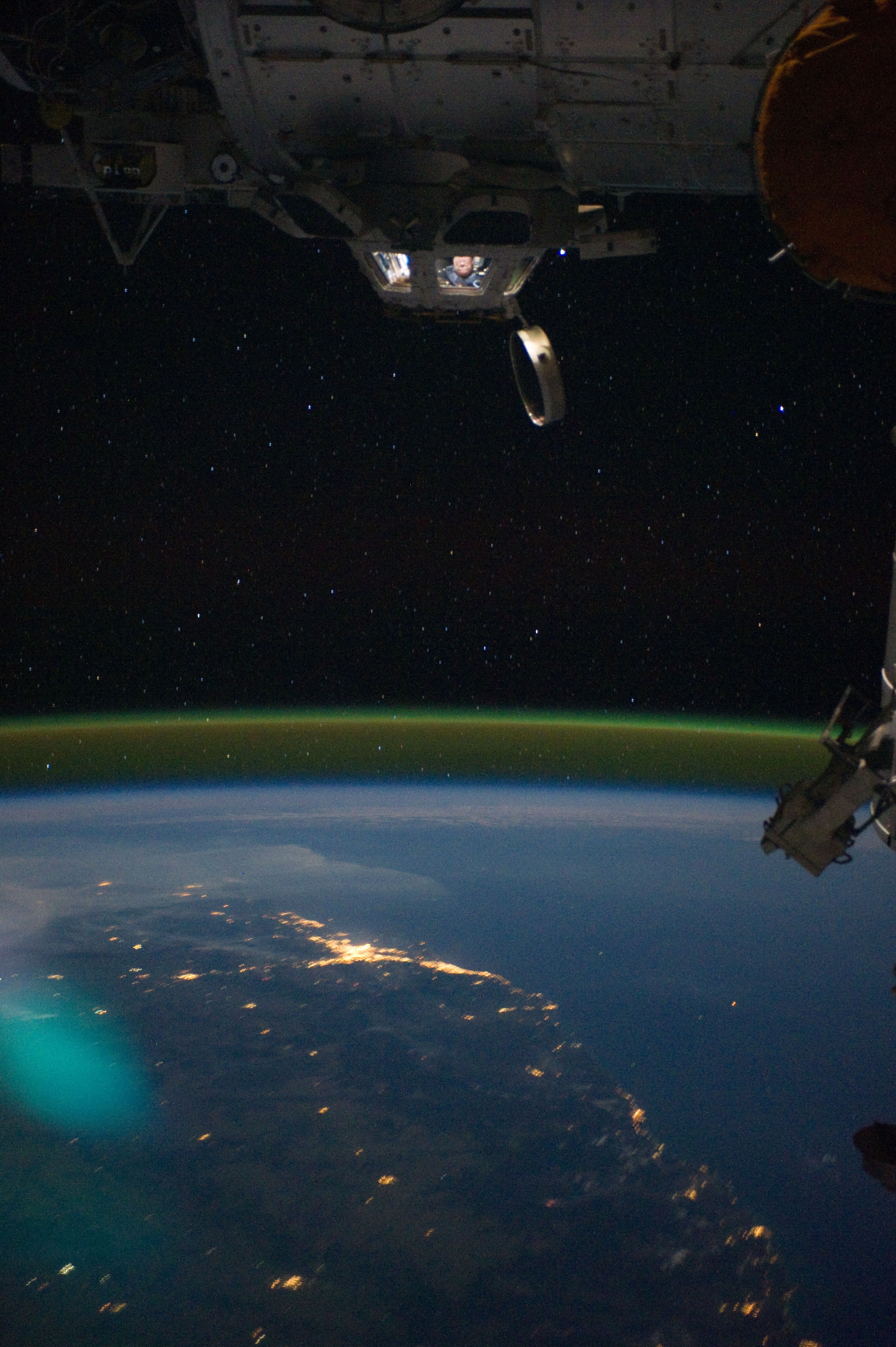
Khí huy bên trên đường chân trời, được chụp từ Trạm Không gian Quốc tế (ISS).

## Quan sát khí huy ở các hành tinh khác
Tàu vũ trụ Venus Express có trang bị một cảm biến hồng ngoại đã phát hiện thấy sự phát xạ cận hồng ngoại ở thượng tầng khí quyển Sao Kim. Sự phát xạ này đến từ khí oxit nitric (NO) và oxy phân tử. Các nhà khoa học trước đây đã làm nghiên cứu trong thí nghiệm và cho thấy NO đã phát xạ ra ánh sáng tử ngoại và cận hồng ngoại.

## Thư viện ảnh

Airglow over Paranal Observatory.[13]